# Chungmok av Goryeo
Chungmok av Goryeo, född 1337, död 1348, var en koreansk monark. Han var kung av Korea 1344–1348. 